# Pokémon Brilliant Diamond och Shining Pearl
Pokémon Brilliant Diamond och Shining Pearl är två spel i Pokémonserien för Nintendo Switch. Spelen är remakes av de tidigare Pokémon-spelen Diamond och Pearl. Spelen släpptes 19 november 2021. De presenterades under Pokémons 25-årsjubileum, tillsammans med spelet Pokémon Legends: Arceus. De är de första spelen i huvudserien som inte utvecklats av Game Freak.

## Gameplay
Spelen utspelar sig likt Diamond och Pearl i den fiktiva regionen Sinnoh, baserat på den japanska ön Hokkaido.
 

Spelaren spelar som en ung tränare som beger sig ut på sitt första äventyr, för att fånga och dokumentera Pokémon, besegra gymledare och slutligen vinna mot Elitfyran. Formatet följer det traditionella sättet de flesta spel i serien följt, med strider mot vilda Pokémon och andra tränare. Dessa två spel skiljer sig mot exempelvis Pokémon Sword och Shield i sin grafik, och är mer trogen de äldre spelen, med små figurer i stället för fullstora karaktärer. Dock har grafiken moderniserats något, med bättre upplösning och 3d-figurer i striderna.

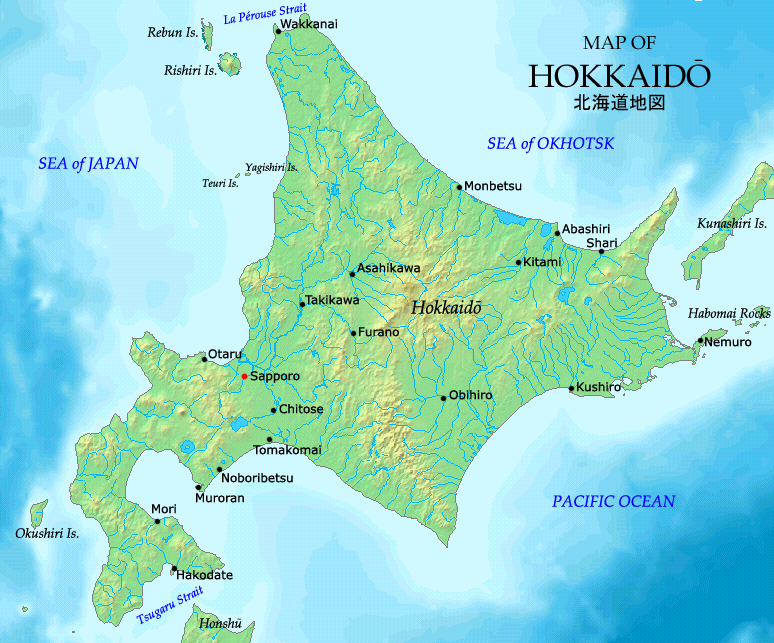
Sinnoh-regionen är baserad på den japanska ön Hokkaido

## Mottagning och betyg
Pokémon Brilliant Diamond och Shining Pearl sålde 1,39 miljoner exemplar de tre första dagarna efter släppet, enbart i Japan. Detta är högre än både Pokémon Sword och Shield samt Pokémon: Let's Go, Pikachu! och Let's Go, Eevee! på 1,36 respektive 664 000 exemplar under motsvarande period. Spelet blev det näst mest sålda Nintendo Switch-spelet i Japan 2020, efter Animal Crossing: New Horizons, och det näst mest sålda under sin första tid i Storbritannien 2021, efter FIFA 22. Gemensamt sålde spelen 6 miljoner exemplar globalt under sin första vecka.
| Mottagande            | Mottagande    |
| Samlingsbetyg         | Samlingsbetyg |
| Tjänst                | Betyg         |
| --------------------- | ------------- |
| Metacritic            | 73/100        |
| Recensionsbetyg       |               |
| Publikation           | Betyg         |
| Destructoid           | 6,5/10        |
| Famitsu               | 34/40         |
| Game Informer         | 8,5/10        |
| Gamespot              | 7/10          |
| IGN                   | 8/10          |
| Nintendo World Report | 8,5/10        |
| Hardcore Gamer        | 4,5/5         |
| CGM                   | 7/10          |
| Jeuxvideo.com         | 15/20         |
| Nintendo Life         | [ 17 ]        |
| Shacknews             | 7/10          |